# Corniglio
Corniglio ist eine italienische Gemeinde (comune) mit 1755 Einwohnern (Stand 31. Dezember 2023) in der Provinz Parma in der Emilia-Romagna. Die Gemeinde liegt etwa 34 Kilometer südsüdwestlich von Parma am Fluss Parma und grenzt unmittelbar an die Provinz Massa-Carrara. Teile der Gemeinde gehören zum Nationalpark Toskanisch-Emilianischer Apennin.

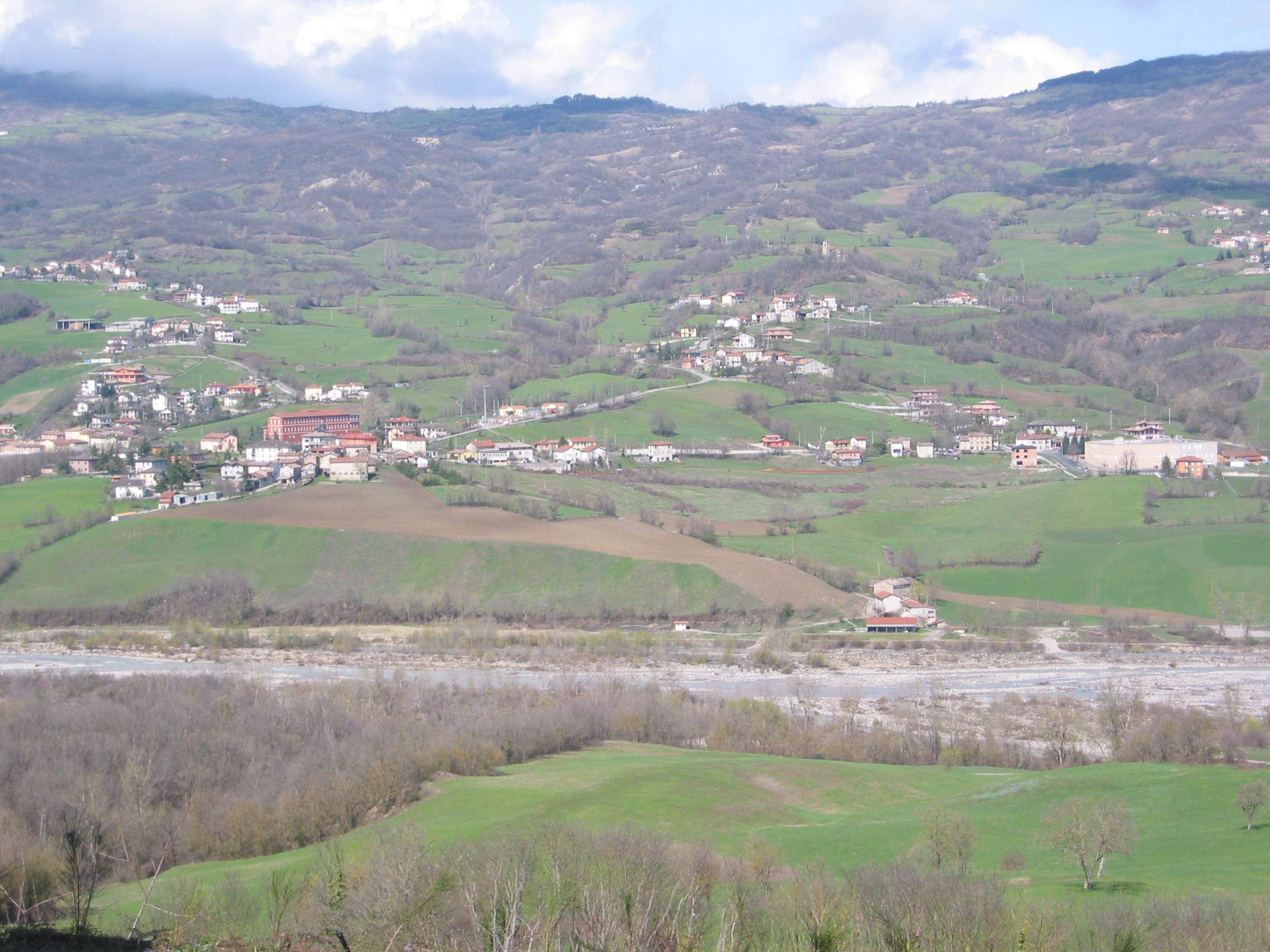
Panorama des Ortsteils Beduzzo

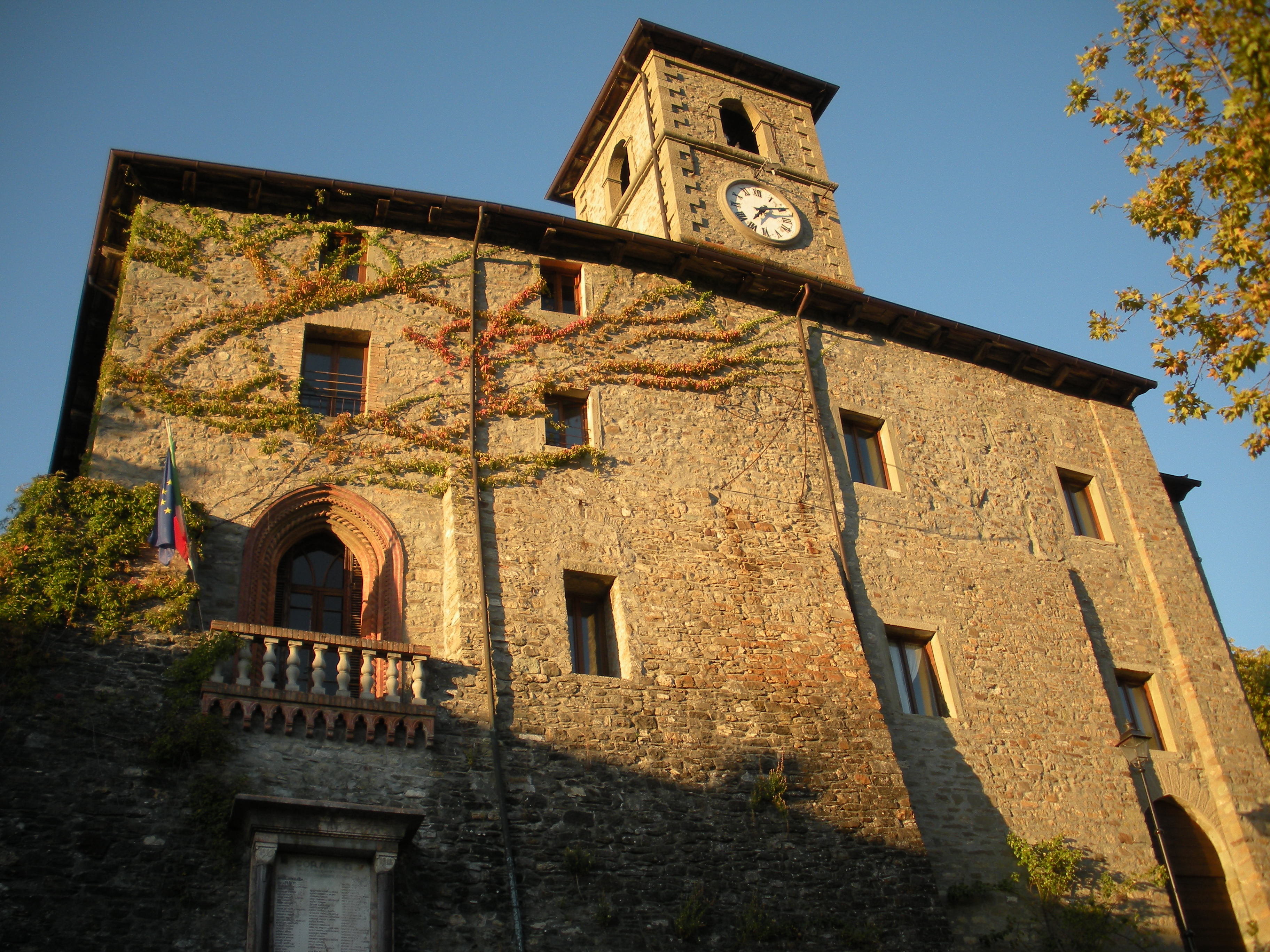
Castello di Corniglio

## Geschichte
Erstmals wird eine Ortschaft der Gemeinde 894 erwähnt (curtem de Cornialum in finibus Tusciae). Als Lehen gehört die Gemeinde mit ihren Ortschaften dem Bischof von Parma.